# Mangalgi, Chitapur
Mangalgi là một làng thuộc tehsil Chitapur, huyện Gulbarga, bang Karnataka, Ấn Độ.